# Charlotta Aurora De Geer
Charlotta Aurora De Geer af Finspång, född 1779, död 1834, var en svensk grevinna, hovdam (statsfru och överhovmästarinna), salongsvärd och opinionsbildare. 

## Hovkarriär
Charlotta Aurora De Geer var dotter till överkammarherren friherre Johan Jakob De Geer af Finspång och grevinnan Fredrika Aurora Taube. Hon var hovfröken hos hertiginnan Charlotta –1796, statsfru hos drottning Fredrika 1800–1809, och överhovmästarinna hos änkedrottning Charlotta år 1818. Under sin tid som statsfru åtföljde hon kungaparet till Finland 1802 och till Tyskland 1803–1805. 

## Politiskt inflytande
Charlotta Aurora De Geer gifte sig 1796 med sin syssling generalmajoren och landshövdingen i Örebro, greve Nils Gyldenstolpe: paret skildes 1810. Hon gifte 1811 om sig med hovkanslern sedermera utrikesstatsministern, greve Gustaf af Wetterstedt. Hon var en centralfigur inom societeten, beskrivs som vacker och charmerande och var värdinna för en salong, som fungerade som politiskt debattforum och där även Karl Johan ofta var gäst. 
Hon deltog även själv i oppositionen som opinionsbildare: "Genom grefve Wetterstedts maka blef societetslifvet i hans hus det mest glänsande och intressanta, och utländningar gåfvo det priset framför många andra, vidt beryktade. Grefvinnan ansåg nöjenas vigt stor i fråga om politik och späkte ofta oppositionens lejon; åtminstone talade mången här ganska litet, om han också röstade med oppositionen, för att ej glömmas vid bjudningar af denna hänförande värdinna. Hon gick stundom framom opinionen i anställningar af tidsfördrif." Den brittiske prinsen Prins Vilhelm Fredrik, hertig av Gloucester och Edinburgh umgicks ofta i hennes salong under sitt besök i Sverige 1801–1802. 
De Geer tillhörde kretsen i nöjeslivet kring kronprins Oscar, där hon tillsammans med Gustaf Lagerbielke (hovkansler), Mariana Koskull och holländske ambassadörens maka räknades till de mest framträdande medlemmarna av hovets fransktalande amatörteater på Rosersbergs slott. Hon introducerade sin dotter Jacquette Löwenhielm till denna krets, och förhindrade sin svärson från att avlägsna dottern från hovet då denna troddes ha inlett ett förhållande med tronföljaren: enligt hennes svärson var De Geer ovetande eller låtsades vara ovetande till hela affären och ville i vilket fall inte vidta några åtgärder. 

## Tronföljarens äktenskap

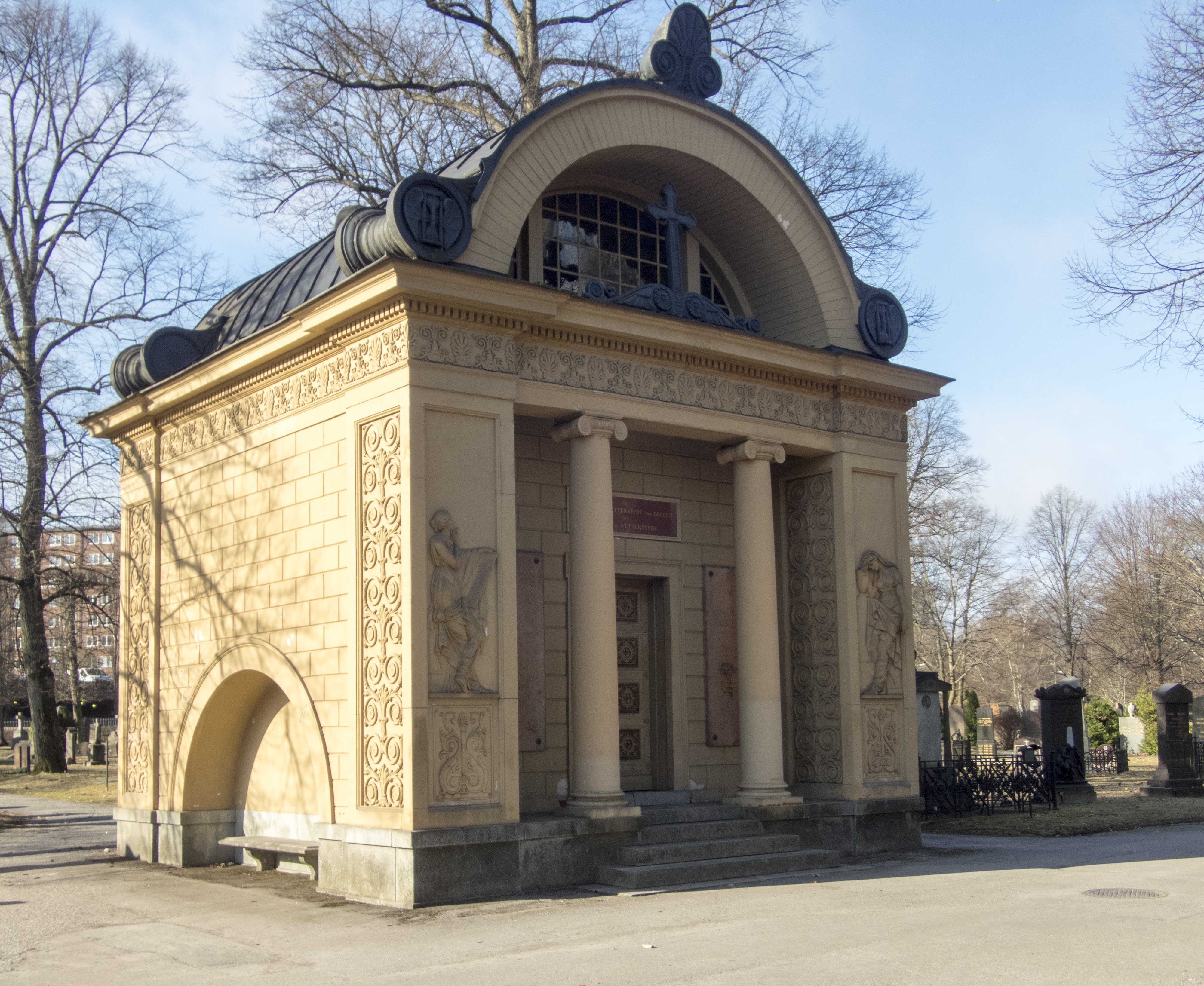
Wetterstedska gravkoret

Charlotta Aurora De Geer var 1822–1823 iblandad i förhandlingarna kring Oscar I:s politiska äktenskap. Bland de olika kandidater som föreslogs, förespråkade hon kandidaten från Hessen-Kassel, och deltog aktivt i förhandlingarna. När Oscar gav sig av på sin inspektionsresa för att titta på äktenskapskandidater 1822, åtföljdes han av både hennes make och svärson. Charlotta Aurora var bekant med kurfurstinnan av Hessen-Kassel, Augusta av Preussen, och de stödde båda planerna på äktenskap mellan Oscar och Marie Frederica av Hessen-Kassel. Denna kandidatur blev därför en av de som inkluderades i brudlistan, som kandidat nummer tre av fyra. 
1821 blev dock en baron von Böhnen favorit hos Karl Johan, och fick denne att inkludera Josefina av Leuchtenberg på listan som kandidat nummer två. De Geer motsatte sig detta och påpekade att Eugen av Leuchtenberg bara var en titulärmonark och att drottningen av Bayern, Karolina av Baden, var syster till Sveriges avsatta drottning Fredrika av Baden och ville återinsätta sin systerson i den svenska tronföljden. 
von Böhnen reste före Oscar till Hessen-Kassel och talade där om för kurfurstinnan att familjen Bernadotte kunde avsättas när som helst och att Sverige dessutom mördat eller avsatt sina senaste regenter. Charlotta Aurora De Geer anlände strax efter honom till Hessen, och framställde på eget initiativ ett frieri på Oscars vägnar. Hon mottog då ett avböjande budskap från det hessiska hovet, något som meddelandes Oscar och fick honom att avstå från att besöka Hessen och i stället fortsätta direkt från Köpenhamn till Leuchtenberg. 
Hon är begravd i Wetterstedska gravkoret på Norra begravningsplatsen.